# Воєнні злочини в Тернопільській області під час російсько-української війни
3 квітня 2022 року було здійснено ракетний обстріл одного з об'єктів критичної інфраструктури у Тернополі.
Внаслідок ракетного удару по Чорткову Тернопільської області увечері 11 червня постраждало 23 особи, серед яких цивільні та військові. Удар ракет був по об'єктах цивільної інфраструктури. Внаслідок атаки постраждала частина воєнного об'єкту, а також чотири цивільні п'ятиповерхівки.
13 травня 2023 року російські війська обстріляли Тернопільську промзону, внаслідок чого постраждало 2 людини.
Наступної ночі 14 травня Тернопіль вдруге опинився під обстрілом російських військ, уламками крилатої ракети пошкоджено житлові будинки, цивільні авто та навчальний заклад.
25 травня 2025 року внаслідок ворожого обстрілу зазнав пошкоджень один із промислових об’єктів, виникла пожежа..